# 2007 RN314
2007 RN314 est un objet transneptunien faisant partie des cubewanos. 

## Caractéristiques
2007 RN314 mesure environ 230 km de diamètre, son orbite est encore mal connue du fait d'un arc d'observation très faible.